# Mesochorus maurus
Mesochorus maurus är en stekelart som beskrevs av Dasch 1974. Mesochorus maurus ingår i släktet Mesochorus och familjen brokparasitsteklar. Inga underarter finns listade i Catalogue of Life.